# Кубок Камбоджі з футболу 2024—2025
Кубок Камбоджі з футболу 2024—2025 — 18-й розіграш кубкового футбольного турніру у Камбоджі. Титул втретє здобув Пномпень Краун.

## Календар
| Раунд               | Дата                       | Матчі | Клуби  |
| ------------------- | -------------------------- | ----- | ------ |
| 1/8 фіналу          | 15 січня - 19 лютого 2025  | 16    | 16 → 8 |
| 1/4 фіналу          | 26 лютого - 2 квітня 2025  | 8     | 8 → 4  |
| 1/2 фіналу          | 23 квітня - 12 травня 2025 | 4     | 4 → 2  |
| Матч за третє місце | 25 травня 2025             | 1     |        |
| Фінал               | 25 травня 2025             | 1     | 2 → 1  |

## 1/4 фіналу
| Команда 1                 | Заг. | Команда 2               | 1-й матч | 2-й матч |
| ------------------------- | ---- | ----------------------- | -------- | -------- |
| 26 лютого/14 березня 2025 |      |                         |          |          |
| Нагаворлд                 | 1:4  | Пномпень Краун          | 0:4      | 1:0      |
| 26 лютого/2 квітня 2025   |      |                         |          |          |
| Кірівонг Сок Сен Чей      | 2:5  | Преах Кхан Річ Свайрінг | 0:2      | 2:3      |
| Національна армія         | 2:6  | Вісаха                  | 2:2      | 0:4      |
| 26 лютого/3 квітня 2025   |      |                         |          |          |
| Дангкор Сенчей            | 0:3  | Боунг Кет Ангкор        | 0:2      | 0:1      |

## 1/2 фіналу
| Команда 1                | Заг. | Команда 2               | 1-й матч | 2-й матч |
| ------------------------ | ---- | ----------------------- | -------- | -------- |
| 23 квітня/14 травня 2025 |      |                         |          |          |
| Боунг Кет Ангкор         | 1:2  | Преах Кхан Річ Свайрінг | 0:1      | 1:1      |
| 30 квітня/7 травня 2025  |      |                         |          |          |
| Пномпень Краун           | 3:2  | Вісаха                  | 2:2      | 1:0      |

## Матч за третє місце
| Команда 1        | Рахунок | Команда 2 |
| ---------------- | ------- | --------- |
| 25 травня 2025   |         |           |
| Боунг Кет Ангкор | 3:0     | Вісаха    |

## Фінал
| Команда 1               | Рахунок | Команда 2      |
| ----------------------- | ------- | -------------- |
| 25 травня 2025          |         |                |
| Преах Кхан Річ Свайрінг | 1:2     | Пномпень Краун |